# 司苑局
司苑局，明朝二十四衙門的八局之一。
司苑局設掌印太监一人，下设管理、佥书、掌司、监工等。掌管供應宮中各處蔬菜、瓜果，以及園絪種植。

## 官制
- 掌印太监，一员；
- 管理，无定员；
- 佥书，无定员；
- 掌司，无定员；
- 监工，无定员。

## 人员

### 成化时期
杨定

### 弘治时期
张靖（右副使）